# Jorge Soto (boliwijski piłkarz)
Jorge Soto (ur. 1902, zm. ?) – boliwijski piłkarz grający na pozycji obrońcy. 

## Kariera reprezentacyjna
Jorge Soto grał w reprezentacji Boliwii w latach dwudziestych. W 1926 uczestniczył w Copa América 1926. Boliwia zajęła na tym turnieju ostatnie, piąte miejsce, a Jorge Soto wystąpił we wszystkich czterech meczach. Rok później ponownie grał na Copa América 1927. Boliwia zajęła czwarte, ostatnie miejsce, a Jorge Soto zagrał we wszystkich trzech meczach.